# Правастатин
Правастати́н  — гиполипидемическое (снижающее содержание липидов в крови) лекарственное средство из группы статинов.
Как и другие статины, он является ингибитором ГМГ-КоА-редуктазы — фермента, который катализирует первый этап синтеза холестерина в печени.
Был запатентован в 1987 году и одобрен для медицинского использования в 2003 году. Обычно применяется в виде соли натрия или  кальция.

## Физические свойства
Белые или бесцветные кристаллы, хорошо растворимы в воде, плохо — в изопропиловом спирте. Нерастворим в ацетоне, ацетонитриле, хлороформе.

## Фармакокинетика
В желудочно-кишечном тракте усваивается около половины препарата. Максимальная концентрация в крови Cmax достигается через 1—1,5 ч, период полувыведения из организма T1/2 = 77 ч (по другим данным, 1—3 ч). Подвергается метаболизму в печени, выводится преимущественно фекалиями. 

## Показания
Гиперлипидемия, атеросклероз, ишемическая болезнь сердца. 

## Противопоказания
Препарат противопоказан при беременности и лактации, а также при заболеваниях печени. 

## Побочное действие
Обострение панкреатита, миопатия, артралгия, нарушение функции печени и почек, снижение либидо, аллергия, прогрессирование катаракты.